# Cubo de Leslie

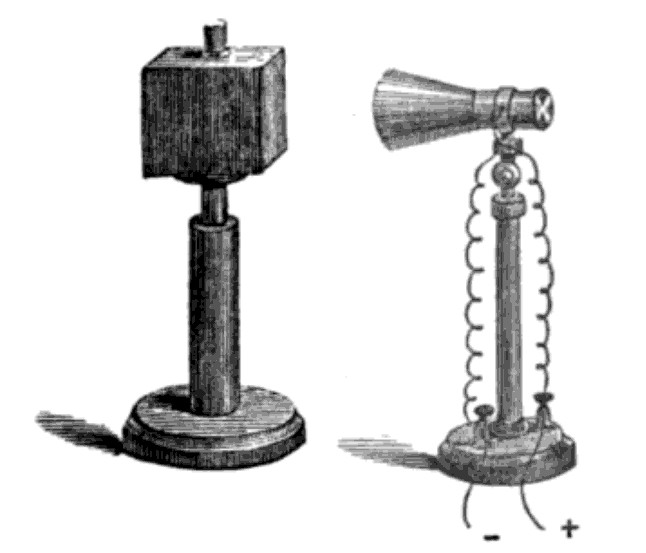
Un cubo de Leslie (izquierda) y un detector térmico (derecha).

El cubo de Leslie es un dispositivo que se usa para medir, o simplemente mostrar, la energía radiada por distintas superficies. El cubo fue inventado en 1804 por John Leslie (1766–1832), físico y matemático escocés (véase la descripción de Poynting y Thomson). También sirve para comparar las emisividades de caras de distintos colores o de caras pulidas y ásperas.
Tyndall describió un experimento en el que de las cuatro caras verticales del cubo, una estaba cubierta por una capa de oro, otra por plata, otra por cobre y la cuarta estaba barnizada con cola. Cuando el cubo se llenó con agua caliente, el detector térmico (a la derecha en la figura) mostró que la cara barnizada con cola emitía mucho más que las otras tres.